# Friedensdorf
Friedensdorf este o comună din landul Saxonia-Anhalt, Germania.